# Eugen Robert Weiss

Eugen Robert Weiss, Hochzeitsbild, 1908

Eugen Robert Weiss (* 26. Juni 1863 in Neu-Ulm; † 15. Januar 1933 in München) war ein deutscher Opernsänger (Bariton) und Gesangspädagoge.

## Leben
Weiss besuchte ein Gymnasium in Augsburg und studierte dann ab Herbst 1883 an der Königlichen Musikschule in München. Seine Lehrer waren Hasselbeck und A. Schimon für Gesang, Brulliot für dramatische Darstellung, für Klavier der Gluth, Chorgesang Abel und für Komposition Rheinberger, Thuille und Gluth. 1886 schloss er sein Studium ab und ihm wurde der „Dr. Königswarter Ehrenpreis“ verliehen. Sein Debüt gab er im Jahre 1888 an der Krolloper in Berlin. In der darauf folgenden Spielzeit folgte ein Engagement am Theater Rostock. Bis 1891 war er als Opernsänger auf den Bühnen Sondershausen, Schwerin und Dortmund tätig, danach folgte bis 1893 ein Engagement am Hoftheater Weimar. Weiss wirkte ab 1894 als Konzertsänger, Stimmdiagnostiker, Stimmphysiologe und Gesangslehrer in Berlin, dann in Wiesbaden, Düsseldorf und Essen.
1900 wurde Weiss durch Friedrich, Herzog von Anhalt, zum Kammersänger ernannt und erhielt 1913 den Verdienstorden für Kunst und Wissenschaft in Gold ebenfalls vom damaligen Herzog von Anhalt. Schülerinnen und Schüler von ihm waren Sigrid Onégin, Margot Hinnenberg-Lefèbre, Marianne Mörner, Richard Tauber, Bassist Carl Braun und Kammersänger Walther Kirchhoff.
Im Jahr 1917 wurde Weiss als Dozent für Solo-, Konzert- und dramatischen Gesang an die Akademie für Tonkunst nach München berufen, wo ihm im Jahr 1921 der Professorentitel verliehen wurde. Daneben erlangte er auch als Veranstalter von privaten Soireen einen guten Ruf. Im November 1928 gründeten Jörgen Forchhammer,  W. Freytag, Kammersänger Rudolph und E.R. Weiss den Verein der Münchener Stimmbildner und Gesanglehrer. 
Er heiratete am 20. Mai 1895 Luise Dorothee Wilhelmine Gertrud Friedrich. Aus dieser Ehe ging eine gemeinsame Tochter Katharina Klara Auguste Gertrud Senta, geboren am 6. August 1896, in Berlin hervor. Diese absolvierte später eine Ausbildung zur Konzertsängerin (Alt). In zweiter Ehe war er verheiratet mit der Hofopernsängerin Marie-Louise Müller-Weiss, die damals am Wiesbadener Hoftheater engagiert war. Sie hatten einen gemeinsamen Sohn, Walter Hubert Weiss, Beruf: Jazz- und Bigbandmusiker (1910–1950). 1931 wurde Weiss in den Ruhestand versetzt. Er verstarb am 15. Januar 1933 nach einer Konzertaufführung in den Goethe-Sälen in München.